# Свинарка (Черкасская область)
Свинарка (укр. Свинарка) — село в Уманском районе Черкасской области Украины.
Население по переписи 2001 года составляло 439 человек. Почтовый индекс — 20351. Телефонный код — 4744.

## Местный совет
20351, Черкасская обл., Уманский р-н, с. Свинарка, ул. , 4а Молодежная.